# Chaignay
Chaignay és un municipi francès, situat al departament de la Costa d'Or i a la regió de Borgonya - Franc Comtat. L'any 2007 tenia 494 habitants.

## Demografia

### Població
El 2007 la població de fet de Chaignay era de 494 persones. Hi havia 184 famílies, de les quals 37 eren unipersonals (12 homes vivint sols i 25 dones vivint soles), 53 parelles sense fills, 78 parelles amb fills i 16 famílies monoparentals amb fills.
La població ha evolucionat segons el següent gràfic:
Habitants censats

### Habitatges
El 2007 hi havia 204 habitatges, 185 eren l'habitatge principal de la família, 3 eren segones residències i 16 estaven desocupats. 199 eren cases i 4 eren apartaments. Dels 185 habitatges principals, 158 estaven ocupats pels seus propietaris, 24 estaven llogats i ocupats pels llogaters i 3 estaven cedits a títol gratuït; 11 tenien dues cambres, 13 en tenien tres, 33 en tenien quatre i 127 en tenien cinc o més. 151 habitatges disposaven pel capbaix d'una plaça de pàrquing. A 69 habitatges hi havia un automòbil i a 101 n'hi havia dos o més.

### Piràmide de població
La piràmide de població per edats i sexe el 2009 era:
| Homes | Edats   | Dones |
| ----- | ------- | ----- |
| 0     | 95 o +  | 0     |
| 4     | 90 a 94 | 0     |
| 0     | 85 a 89 | 8     |
| 0     | 80 a 84 | 4     |
| 4     | 75 a 79 | 4     |
| 0     | 70 a 74 | 0     |
| 8     | 65 a 69 | 4     |
| 8     | 60 a 64 | 8     |
| 12    | 55 a 59 | 4     |
| 20    | 50 a 54 | 24    |
| 32    | 45 a 49 | 16    |
| 8     | 40 a 44 | 28    |
| 4     | 35 a 39 | 12    |
| 20    | 30 a 34 | 12    |
| 8     | 25 a 29 | 16    |
| 24    | 20 a 24 | 4     |
| 28    | 15 a 19 | 40    |
| 16    | 10 a 14 | 0     |
| 16    | 5 a 9   | 4     |
| 16    | 0 a 4   | 12    |

## Economia
El 2007 la població en edat de treballar era de 326 persones, 253 eren actives i 73 eren inactives. De les 253 persones actives 243 estaven ocupades (128 homes i 115 dones) i 10 estaven aturades (1 home i 9 dones). De les 73 persones inactives 27 estaven jubilades, 28 estaven estudiant i 18 estaven classificades com a «altres inactius».

### Ingressos
El 2009 a Chaignay hi havia 180 unitats fiscals que integraven 505,5 persones, la mediana anual d'ingressos fiscals per persona era de 21.573 €.

### Activitats econòmiques
Dels 13 establiments que hi havia el 2007, 6 eren d'empreses de construcció, 2 d'empreses de comerç i reparació d'automòbils, 1 d'una empresa d'informació i comunicació, 3 d'empreses immobiliàries i 1 d'una empresa de serveis.
Dels 3 establiments de servei als particulars que hi havia el 2009, 1 era un paleta, 1 guixaire pintor i 1 lampisteria.
L'any 2000 a Chaignay hi havia 10 explotacions agrícoles.

## Equipaments sanitaris i escolars
El 2009 hi havia una escola elemental integrada dins d'un grup escolar amb les comunes properes formant una escola dispersa.

## Poblacions més properes
El següent diagrama mostra les poblacions més properes.